# Lama Mocogno

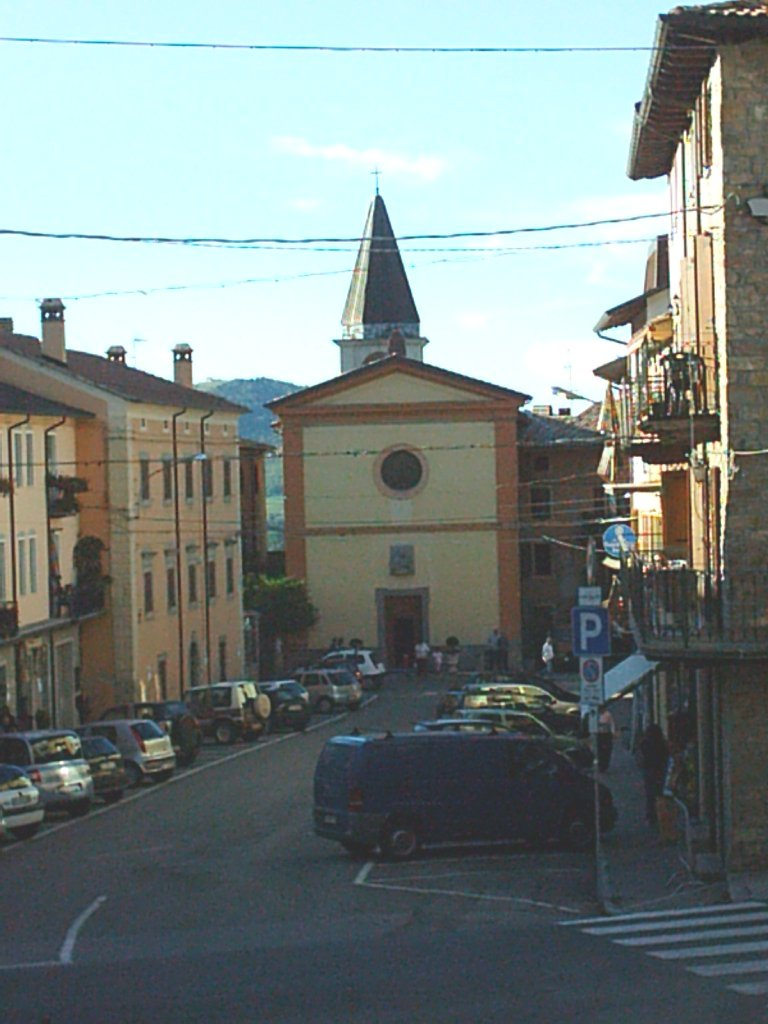
Straßenbild mit der Parochialkirche von Lama Mocogno

Lama Mocogno ist eine italienische Gemeinde (comune) mit 2640 Einwohnern (Stand 31. Dezember 2023) in der Provinz Modena in der Emilia-Romagna.

## Geografie
Die Gemeinde liegt etwa 40,5 Kilometer südsüdwestlich von Modena. Lama Mocogno ist Teil der Comunità Montana del Frignano.

## Persönlichkeiten
- Romeo Venturelli (1938–2011), Radrennfahrer

## Verkehr
Durch die Gemeinde führt die Strada Statale 12 dell’Abetone e del Brennero von Pisa zum Brennerpass.